# Клуб 100 (Польща)
Клуб 100 – група польських футболістів, які протягом своєї кар'єри забили мінімум сто голів у найвищій польській лізі. Станом на завершення сезону 2020/2021:
| №  | Кіл. голів | Футболіст            | Клуби, за які виступав | Роки виступів | Кіл. матчів |
| -- | ---------- | -------------------- | --- | ------------- | ----------- |
| 1  | 186        | Ернест Поль          | «Легія» (Варшава) — 43, «Гурник» (Забже) — 143 | 1954–1966     | 264         |
| 2  | 182        | Люціян Брихчий       | «Легія» (Варшава) — 182 | 1954–1971     | 368         |
| 3  | 168        | Герард Цесьлік       | «Рух» (Хожув) — 168 | 1948–1959     | 237         |
| 4  | 167        | Томаш Франковський   | «Ягеллонія» (Білосток) — 52, «Вісла» (Краків) — 115 | 1992–2013     | 302         |
| 5  | 155        | Влодзімеж Любанський | «Гурник» (Забже) — 155 | 1963–1975     | 234         |
| 6  | 154        | Теодор Петерек       | «Рух» (Хожув) — 154 | 1928–1939     | 189         |
| 7  | 153        | Казімеж Кмєцік       | «Вісла» (Краків) — 153 | 1970–1982     | 304         |
| 8  | 150        | Павел Брожек         | «Вісла» — 135, ГКС (Катовіце) — 5 | 2001-2020     | 377         |
| 9  | 145        | Ян Ліберда           | «Полонія» (Битом) — 145 | 1955–1971     | 304         |
| 10 | 140        | Павел Брожек         | «Вісла» — 145, ГКС (Катовіце) — 5 | 2001–         | 343         |
| 11 | 138        | Теодор Аньола        | «Лех» (Познань) — 138 | 1948–1957     | 196         |
| 12 | 131        | Фридерик Шерфке      | «Варта» (Познань) — 131 | 1927–1939     | 236         |
| 13 | 122        | Єжи Подброжний       | «Іглоополь» (Дембиця) — 7, «Лех» (Познань) — 48, «Легія» (Варшава) — 45, «Заглембє» (Любін) — 11, «Погонь» (Щецін) — 6, «Аміка» (Вронкі) — 1, «Відзев» (Лодзь) — 4 | 1990–2003     | 277         |
| 14 | 121        | Мацей Журавський     | «Лех» (Познань) — 19, «Вісла» (Краків) — 102 | 1998–2011     | 235         |
| 15 | 120        | Марцін Робак         | «Корона» (Кельце) — 19, «Відзев» — 7, «П'яст» (Глівіце) — 5, «Погонь» (Щецин) — 32, «Лех» — 20, «Шльонськ» — 37                                                    | 2006-2019     | 252         |
| 16 | 114        | Юзеф Наврот          | «Легія» (Варшава) — 106, «Полонія» (Варшава) — 8 | 1926–1939     | 190         |
| 17 | 113        | Анджей Яросик        | «Заглембє» (Сосновець) — 113 | 1963–1974     | 265         |
| 18 | 112        | Ернест Вілімовський  | «Рух» (Хожув) — 112 | 1934–1939     | 86          |
| 19 | 111        | Гжегож Лято          | «Сталь» (Мелець) — 111 | 1970–1980     | 272         |
| 20 | 109        | Генрик Рейман        | «Вісла» (Краків) — 109 | 1927–1933     | 131         |
| -  | 109        | Анджей Шармах        | «Гурник» (Забже) — 49, «Сталь» (Мелець) — 60 | 1972–1980     | 211         |
| 22 | 108        | Пйотр Райсс          | «Лех» (Познань) — 108 | 1994–2008     | 319         |
| 23 | 106        | Еугеніуш Лерх        | «Рух» (Хожув) — 85, РОВ «Рибник» — 21 | 1957–1974     | ?           |
| -  | 106        | Міхал Матиас         | «Погонь» (Львів) — 100, «Полонія» (Битом) — 6 | 1929–1948     | 172         |
| 25 | 104        | Вацлав Кухар         | «Погонь» (Львів) — 104 | 1921–1934     | 200         |
| -  | 104        | Марек Конярек        | «Шомбєркі» (Битом) — 3, ГКС «Катовіце» — 32, «Заглембє» (Сосновець) — 4, «Відзев» (Лодзь) — 65                                                                     | 1984–1998     | 271         |
| -  | 104        | Еугеніуш Фабер       | «Рух» (Хожув) — 104 | 1957–1971     | 284         |
| 28 | 103        | Маріуш Срутва        | «Рух» (Хожув) — 96, «Легія» (Варшава) — 7 | 1991–2003     | 281         |
| 29 | 102        | Йоахім Маркс         | «Гвардія» (Варшава) — 36, «Рух» (Хожув) — 66 | 1963–1975     | 244         |
| 30 | 101        | Артур Возняк         | «Вісла» (Краків) — 101 | 1931–1939     | 140         |
| 31 | 100        | Кароль Коссок        | 1. ФК «Катовіце» — 29, «Краковія» (Краків) — 49, «Погонь» (Львів) — 22                                                                                             | 1927–1937     | 117         |
| -  | 100        | Генрік Кемпний       | | 1951–2063     | 194         |
| -  | 100        | Марек Сагановський   | | 1995–2016     | 312         |

* Жирним шрифтом позначено футболістів, які далі грають у Екстракласі